# Terempa Barat
Terempa Barat is een bestuurslaag in het regentschap Kepulauan Anambas van de provincie Riau-archipel, Indonesië. Terempa Barat telt 3890 inwoners (volkstelling 2010).